# Hattersheim am Main
Hattersheim am Main est une municipalité allemande située dans le land de la Hesse et l'arrondissement de Main-Taunus.

## Histoire
| Appartenances historiques Nassau-Usingen 1803-1806 Duché de Nassau 1806-1866 Royaume de Prusse (Province de Hesse-Nassau) 1866-1918 République de Weimar 1918-1933 Reich allemand 1933-1945 Allemagne occupée 1945-1949 Allemagne 1949-présent |

## Politique et administration
| Période | Période  | Identité         | Étiquette | Qualité |
| ------- | -------- | ---------------- | --------- | ------- |
| ?       | 2010     | Hans Franssen    |           |         |
| 2010    | 2016     | Antje Köster     |           |         |
| 2016    | en cours | Klaus Schindling |           |         |

## Personnalités liées à la ville
- Anton Flettner (1885-1961), ingénieur né à Eddersheim.
- Hans Weilbächer (1933-2022), footballeur né à Hattersheim am Main.

## Jumelages
La ville de Hattersheim am Main est jumelée avec :
- Sarcelles (France) depuis 1987 ;
- Mosonmagyaróvár (Hongrie) depuis 1989 ;
- Santa Catarina (Cap-Vert) depuis 1992.